# Farruca
La farruca es uno de los palos flamencos más recientes. Su origen se encuentra en el folclore del norte de España, y fue llevado a Andalucía a mediados del siglo XIX por los mozos que iban a esa región a trabajar como temporeros, o a establecerse como taberneros o freidores de pescado, y sería después adaptada por los músicos andaluces, que la «aflamencarían». La manera flamenca de este cante se popularizó enormemente en la primera mitad del siglo XX.